# 傑克·達林普

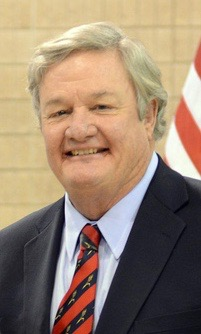

傑克·達林普（Jack Dalrymple；1948年10月16日—）是美國的一位政治人物。達林普自2010年開始擔任第32任北達科他州州長。他的黨籍是共和黨。在當選州長之前，達林普曾擔任北達科他州議會眾議院議員。